# Джордж Ерік Ферберн
Джордж Ерік Ферберн (англ. George Eric Fairbairn, 18 серпня 1888 — 20 червня 1915) — британський академічний веслувальник.
Срібний призер Олімпійських Ігор 1908 року в складі розпашної двійки без стернового.